# Fort des Hautes Perches

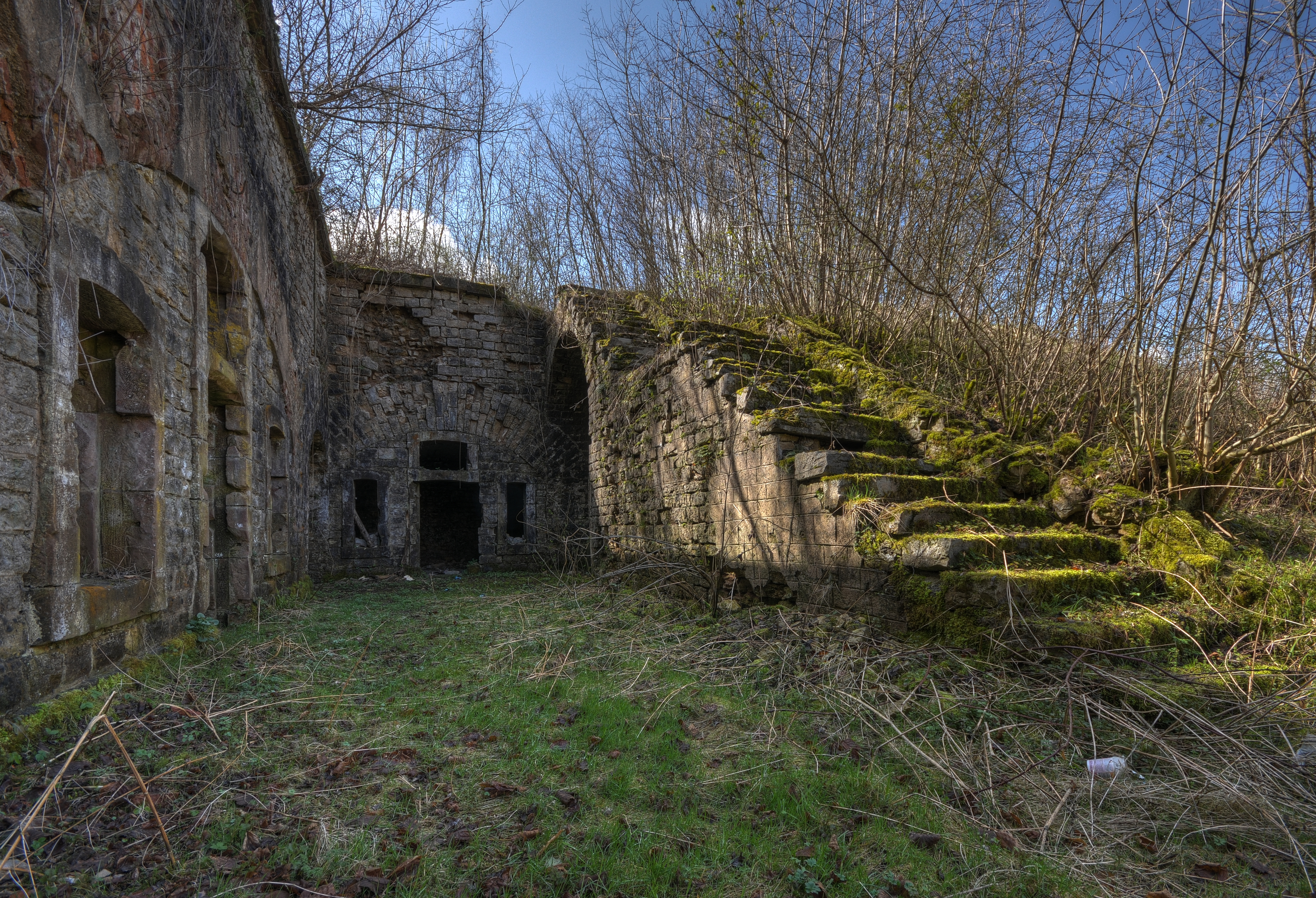
Treppenaufgang zum Wall

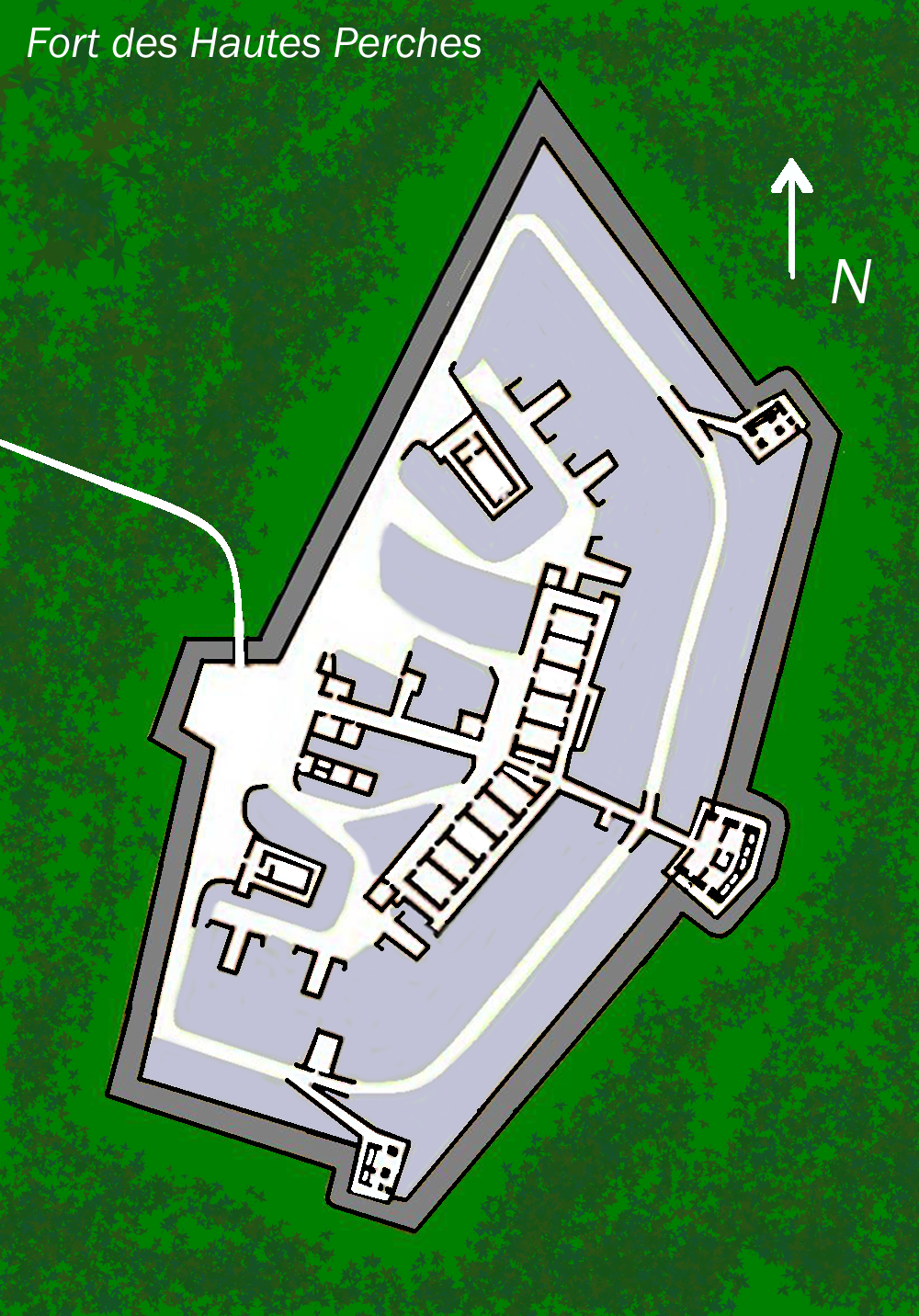
Plan des Forts

Das Fort des Hautes Perches (zeitweiliger Name: Fort Rapp) war Teil der Gürtelfestung Fester Platz Belfort.

## Benennung
Für einige Monate war es nach Général Jean Rapp benannt. Per Präsidialdekret vom 21. Januar 1887 setzte der Kriegsminister Georges Boulanger um, dass alle Forts, befestigte Artillerieanlagen und Kasernen des Système Séré de Rivières die Namen von ehemaligen Militärkommandanten zu tragen haben. Am 13. Oktober 1887 wurde das vom Nachfolger Boulangers, Théophile Ferron, rückgängig gemacht und das Fort erhielt seinen jetzigen Namen zugeteilt.

## Beschreibung
Erbaut wurde es als Folge des verlorenen Krieges gegen Deutschland und dem damit verbundenen Grenzverschiebungen nach Westen. Baubeginn war der 20. April 1874, die Indienststellung erfolgte am 1. Juli 1877.
Es handelte sich dabei um einen Neubau des an dieser Stelle gestandenen alten Forts gleichen Namens aus den Jahren 1815 bis 1870. Es war Teil der östlichen Befestigung (Fortifications de l’Est) Frankreichs und gehörte als Zwischenwerk (Ouvrage) zum Typ „à cavalier“ des Système Séré de Rivières. Es liegt in 433 Meter Höhe östlich von Belfort auf dem Gebiet der Gemeinde Pérouse. Im Gegensatz zu den anderen Werken des Festen Platzes Belfort (2. Befestigungslinie) lag es auch aus diesem Grund noch in der 1. Befestigungslinie.

## Aufgaben
Es bildete zusammen mit dem Fort de Roppe, dem Schwesterwerk Fort des Basses Perches, Fort de Bessoncourt und Fort de Vézelois, sowie der Ouvrage de Chèvremont den östlichen Teil des Festungsrings von Belfort. Es hatte unter anderem die Aufgabe, die die östlichen Zugangswege (von Basel und Mülhausen) nach Belfort zu überwachen, sowie einen feindlichen Zugriff in diesem Bereich auf die Festung zu verhindern.

## Beschreibung
Es handelt sich um eine Anlage, die von einem trockenen Graben umgeben ist und deren Front in etwa nach Südosten weist. Der Bau ist in Sandsteinmauerwerk ausgeführt und mit einer Erdabdeckung gegen Beschuss verstärkt. Zentral gelegen ist die Kaserne mit den Magazinen auf deren Decke sich mehrere Geschützplacements befinden. Die Grabenwehr wurde in der Front durch drei Kaponnieren sichergestellt. Am jeweiligen Schulterpunkt der Front befindet sich eine einfache Kaponniere, die den jeweiligen linken und rechten Flankengraben sicherte. Diese sind lediglich von der Wallstraße (rue de rempart) zugänglich. Der Frontgraben wurde von einer doppelten Kaponniere an der Spitze des Werkes bestrichen. Sie kann sowohl von der Wallstraße als auch durch eine Poterne von der Kaserne aus betreten werden. Die Verteidigung des Kehlgrabens geschah nicht aus gedeckten Stellungen heraus, sondern von einem bastionsartigen Waffenplatz, in den auch der Zugang über eine Zugbrücke führt. Alle Geschütze feuerten „über Bank“ (ausgenommen die der Grabenstreichen) das heißt, sie waren nicht im Gebäudeinneren platziert, sondern standen frei auf den Wällen und wurden lediglich durch die Brustwehren und dazwischenliegende Traversen gedeckt.
- Etatmäßige Besatzung: 2 Offiziere – 8 Unteroffiziere – 216 Mannschaften
- Kapazität des Munitionsmagazins: 48 t Schwarzpulver

in der Kartuschenkammer: 5324 Geschosse 138 mm und 2696 Geschosse 70 mm
- Bäckerei: keine Bäckerei
- Sanitätsbereich mit 20 Betten
- Wasserversorgung:

ein Brunnen und eine Zisterne mit 142 m³ Fassungsvermögen
- Zugang über eine Zugbrücke
- Optische Verbindung: keine Lichtsignalstation
- Telegraphische Verbindung zu den anderen Forts

### Modernisierungen gemäß Etat
Es fanden keine Modernisierungsmaßnahmen statt, lediglich im Jahre 1893 wurde das Fort an das Netz der Festungseisenbahn (chemin de fer stratégique) angeschlossen.

## Bewaffnung

### 1879
| Auf den Wällen | Grabenwehren                                      |
| --- | ------------------------------------------------- |
| 5 × Geschütze 155L – Canon de 155 mm L modèle 1877 (155 mm) 8 × Geschütze 138 – Canon de 138 modèle 1873–74 (138 mm) 4 × Geschütze 12 – Canon 12 de culasse modèle 1884 2 × Mörser Mortier lisse de 32 (320 mm) | 6 × Haubitzen 16 – obusiers lisses de 16 (160 mm) |

### 1882
| Auf den Wällen | Grabenwehren                                                                              |
| --- | ----------------------------------------------------------------------------------------- |
| 5 × Geschütze 155L – canon de 155 long modèle 1877 (155 mm) 8 × Geschütze 138 – canon de 138 modèle 1873–1874 (138 mm) 3 × Feldgeschütze 8 – canon de 8 (8 pfünder) 2 × Mörser – Mortier lisse de 32 (320 mm) | 6 × Haubitzen 16 – obusiers lisses de 16 (160 mm) 2 × Canon revolver de 40 mm modèle 1879 |

### 1886
| Auf den Wällen | Grabenwehren                                                                              |
| --- | ----------------------------------------------------------------------------------------- |
| 5 × Geschütze 155L – canon de 155 long modèle 1877 (155 mm) 3 × Geschütze 120L – Canon de 120 mm L modèle 1878 (120 mm) 2 × Mörser – Mortier lisse de 32 (320 mm) | 4 × Haubitzen 16 – obusiers lisses de 16 (160 mm) 2 × Canon revolver de 40 mm modèle 1879 |

### 1906
| Auf den Wällen | Grabenwehren                                                                               |
| --- | ------------------------------------------------------------------------------------------ |
| 2 × Geschütze 155L – Canon de 155 long modèle 1877 (155 mm) 4 × Feldgeschütze 90 – Canon de 90 mm modèle 1877 (90 mm) 2 × Mörser – Mortier lisse de 27 (270 mm) 1 × Mörser – Mortier lisse de 32 (320 mm) | 2 × Geschütze 12 – Canon 12 de culasse modèle 1884 2 × Canon revolver de 40 mm modèle 1879 |

### 1912
| Auf den Wällen | Grabenwehren                                                                               |
| --- | ------------------------------------------------------------------------------------------ |
| 4 × Geschütze 120L – canon de 120 long modèle 1878 (120 mm) 4 × Feldgeschütze 90 – Canon de 90 mm modèle 1877 (90 mm) 2 × Mörser – Mortier lisse de 27 (270 mm) 1 × Mörser – Mortier lisse de 32 (320 mm) | 2 × Geschütze 12 – Canon 12 de culasse modèle 1884 2 × Canon revolver de 40 mm modèle 1879 |

### 1914
| Auf den Wällen | Grabenwehren                                                                               |
| --- | ------------------------------------------------------------------------------------------ |
| 2 × Geschütze 120L – canon de 120 long modèle 1878 (120 mm) 2 × Mörser – Mortier lisse de 27 (270 mm) 1 × Mörser – Mortier lisse de 32 (320 mm) | 2 × Geschütze 12 – Canon 12 de culasse modèle 1884 2 × Canon revolver de 40 mm modèle 1879 |

## Kriegsgeschehen
Während des Ersten Weltkrieges und auch des Zweiten Weltkrieges war das Fort in keine Kampfhandlungen verwickelt. Nach 1940 wurden die Stahlteile von der deutschen Besatzung ausgebaut und der Verschrottung zugeführt.

## Heutiger Zustand
Das Fort ist seit langen Jahren dem Verfall preisgegeben und in einem schlechten baulichen Zustand. Es befindet sich im Besitz der französischen Armee, der Zutritt ist nicht gestattet.